# メモリーテック
メモリーテック株式会社（英: Memory-Tech Corporation）は、CD・DVD・Blu-ray Discなどの光ディスクを受託製造する日本の企業。ここでは持株会社のメモリーテック・ホールディングス株式会社（英: Memory-Tech Holdings Inc.）についても便宜上詳述する。

## 概要

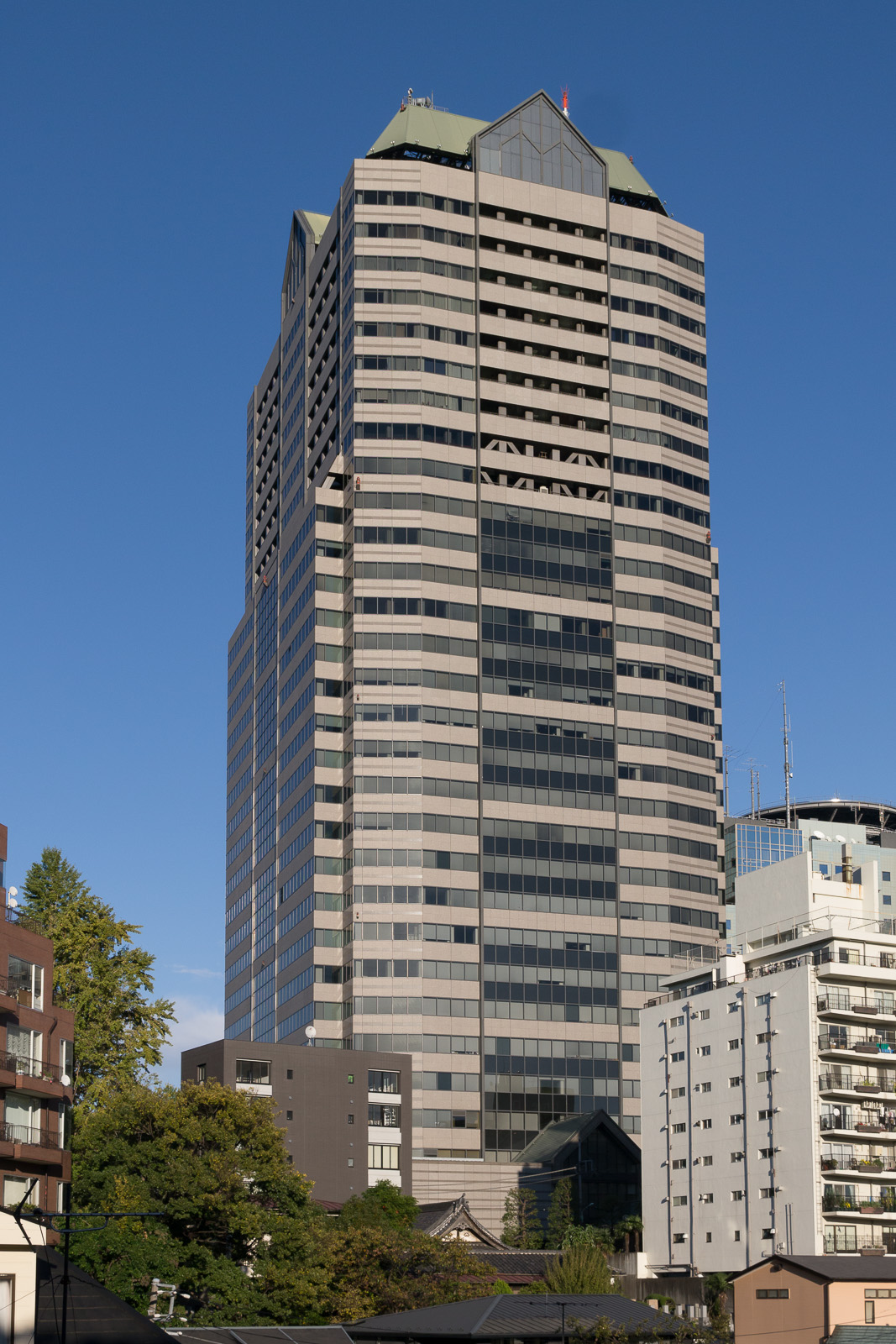
2021年1月まで本社が入居していた赤坂パークビル

CD製造メーカーとしては国内最大手。グループ会社であるクープやグラフィニカとともに映像・音楽業界を中心に業務をおこなっている。特に高音質CDの分野で積極的にオリジナル商品を企画開発しており、UHQCDやガラス製の高級商品クリスタル・ディスク等がある。かつては作曲家・久石譲の設立したフランチャイズスタジオであるワンダーステーションを保有し、オーケストラの録音もおこなっていた。
映像分野においては、2000年代半ばの次世代DVD戦争の際に東芝や日本電気、三洋電機とともにHD DVD陣営の幹事を行っていた。その後HD DVDがBlu-ray Discとの規格争いに敗れて以降はBlu-ray Disc アソシエーションに加入している。また、2015年11月には次世代BD「UHD BD」の製造を開始。3層100GBも含めたUHD BDの全品種が製造出来るのは、2016年現在で世界で4社のみである。
拠点に本社（東京都：主に営業・本社機能等）、御殿場工場（静岡県：光ディスクの量産・物流・化粧品医薬部外品のアッセンブリ）がある。
2010年12月には持株会社制に移行し、「メモリーテック・ホールディングス株式会社」へ社名変更すると同時に、新設会社「メモリーテック株式会社」を設立し、実業務の移管を行った。
2017年には静岡県の同社御殿場工場にて化粧品製造業許可を取得し、新規事業として化粧品・医薬部外品の詰め替えやパッケージング業務を開始している。

## 沿革
- 1985年9月10日 - 三菱商事と東京電化の合弁でメモリーテック株式会社を設立。
- 1986年9月 - CD製造開始。
- 1992年4月 - ポニーキャニオンが資本参加。
- 1996年11月 - DVD製造開始。
- 1999年3月 - エイベックスが資本参加。
- 2001年1月 - 甲府メモリーテック株式会社を設立。
- 2002年5月 - 富士フルフィルメントセンターが稼動開始。
- 2004年
  - 4月 - 株式会社キュー・テックを子会社化。
  - 5月 - HD DVD製造開始。
- 2005年12月 - 東芝EMI（後のEMIミュージック・ジャパン → ユニバーサルミュージック/EMI Records Japanレーベル）御殿場工場を買収し、トエミ・メディア・ソリューションズ株式会社を設立。
- 2006年
  - 4月 - 関連会社のトエミ・メディア・ソリューションズ株式会社が三洋電機系の三洋マービック・メディア株式会社より光ディスク事業の営業譲渡を受ける。
  - 8月 - 業容拡大に伴い東京本社を南青山から赤坂に移転。
  - 10月 - 甲府メモリーテック株式会社を吸収合併。メモリーテック株式会社甲府工場とする。
  - 11月 - 東芝EMIのデザイン部門の子会社である東芝EMIデザイン・オフィスをトエミ・メディア・ソリューションズと共同で買収。T&Mクリエイティブ株式会社と商号変更する。
- 2007年
  - 4月 - メモリーテックの一部門であったマーケティングサポート課を100%出資子会社として分社化。株式会社バリュープラスを設立。株式会社ワンダーステーションよりスタジオ部門を取得し、メモリーテック株式会社ワンダーステーションとする。
  - 7月 - 関連会社のトエミ・メディア・ソリューションズ株式会社より岐阜事業所部門を分割統合し、メモリーテック株式会社岐阜工場とする。
  - 8月 - 南青山にアフレコ専用スタジオのメモリーテック株式会社ワンダーステーション（青山）と開設する。これに伴いワンダーステーションをメモリーテック株式会社ワンダーステーション（代々木）と改称する。
  - 9月 - 関西方面への営業強化を目的としたメモリーテック株式会社西日本営業所を大阪に開設。
- 2008年
  - 7月 - 富士フルフィルメントセンターとトエミ・メディア・ソリューションズ株式会社の御殿場工場を統合しメディアロジテック株式会社を設立。また、トエミ・メディア・ソリューションズ株式会社の東京営業所をトエミ・メディア株式会社として分離。
  - SHM-CD[1]に対抗すべく高音質CD「HQCD」（= Hi Quality CD）を対外発表。
- 2010年12月 - 持株会社制に移行。会社名をメモリーテック・ホールディングス株式会社と変更。同時にメモリーテック株式会社（新設会社）を設立。
- 2011年12月 - PLAYBUTTON（缶バッジ型携帯プレーヤー）の生産を開始。
- 2015年4月 - トエミ・メディア株式会社及びメディアロジテック株式会社を吸収合併。
- 2018年3月 - ポニーキャニオンエンタープライズを子会社化。
- 2021年1月 - 本社を東京都港区赤坂5丁目2番20号赤坂パークビル10Fから同区麻布台2丁目3番5号ノアビル3Fへ移転[2]。
- 2022年
  - 7月 - ポニーキャニオンプランニングを子会社化。
  - 10月 - 傘下のキュー・テックとポニーキャニオンエンタープライズが合併し、株式会社クープを発足[3]。
- 2025年
  - 1月 - 傘下のポニーキャニオンプランニングとバリュープラスが合併し、株式会社VPCを発足。

## 事業所
本社
- 〒106-0041 東京都港区麻布台2丁目3番5号 ノアビル3階

御殿場工場
- 〒412-8505 静岡県御殿場市保土沢985

## メモリーテック・ホールディングスのグループ会社
- 株式会社クープ
- 株式会社グラフィニカ
  - 株式会社ゆめ太カンパニー
- 株式会社リアル・ティ
- T&Mクリエイティブ株式会社
- 株式会社VPC

## 出資作品

### アニメ
1998年
- Night Walker -真夜中の探偵-

2002年
- プリンセスチュチュ（2002年 - 2003年）

2003年
- グリーングリーン
- 住めば都のコスモス荘 すっとこ大戦ドッコイダー

2004年
- 神無月の巫女
- ローゼンメイデン

2005年
- ああっ女神さまっ
- これが私の御主人様
- SHUFFLE!
- ローゼンメイデン トロイメント

2006年
- ああっ女神さまっ それぞれの翼
- 時をかける少女
- Project BLUE 地球SOS
- 夜明け前より瑠璃色な
- ローゼンメイデン オーベルテューレ

2007年
- SHUFFLE! MEMORIES
- 神曲奏界ポリフォニカ
- BLUE DROP

2008年
- 純情ロマンチカ

2009年
- こばと。（2009年 - 2010年）

2010年
- 裏切りは僕の名前を知っている
- それでも町は廻っている

2011年
- GOSICK -ゴシック-
- 世界一初恋
- よんでますよ、アザゼルさん。

2012年
- 戦姫絶唱シンフォギア
- CØDE:BREAKER

2013年
- ぼくは王さま（メモリーテックグループとして）
- ローゼンメイデン

2014年
- 桜Trick
- 山田くんと7人の魔女

2015年
- SHOW BY ROCK!!
- ハイスクールD×D BorN
- 俺がお嬢様学校に「庶民サンプル」としてゲッツされた件

2016年
- Re:ゼロから始める異世界生活
- スカーレッドライダーゼクス
- レガリア The Three Sacred Stars
- はんだくん

2017年
- 恋と嘘
- このはな綺譚